# Frank Blackaby
Frank Thomas Blackaby (* 25. Oktober 1921; † 18. Mai 2000) war ein Friedensforscher und Direktor des Stockholmer Friedensforschungsinstituts (SIPRI) von 1981 bis 1986.

## Leben
Nach einem Studium in Cambridge arbeitete Blackaby am National Institute of Economic and Social Research in London. 1968 kam er ans SIPRI, dessen Direktor er von 1981 bis 1986 war.  Nach seiner Rückkehr nach London engagierte er sich in der Friedensbewegung gegen Atomwaffen. So war er in der Campaign for Nuclear Disarmament, im britischen National Peace Council und der britischen Pugwash-Gruppe aktiv.

## Werke
- Christian Schmidt, Frank Blackaby: Peace, Defence, and Economic Analysis: Proceedings of a Conference Held in Stockholm Jointly by the International Economic Association and the Stock, März 1988
- Frank Blackaby: How SIPRI begun, SIPRI Continuity and Change 1966-1996, Stockholm International Peace Research Institute. 1996, ISBN 0-19-829260-0
- Michael Atiyah, Frank Blackaby, Tom Milne: A Nuclear-Weapon-Free World: Steps Along the Way. November 2000